# La Cruz de Olcuatitán
La Cruz de Olcuatitán es una localidad del municipio de Nacajuca ubicado en la subregión centro del estado mexicano de Tabasco.

## Geografía
La localidad de La Cruz de Olcuatitán se sitúa en las coordenadas geográficas 18°10′45″N 92°58′07″O / 18.179167, -92.968611, a una elevación de 5 metros sobre el nivel del mar.

## Demografía
Según el Conteo de Población y Vivienda 2020, efectuado por el Instituto Nacional de Estadística y Geografía, la localidad de La Cruz de Olcuatitán tiene 591 habitantes, de los cuales 284 son del sexo masculino y 307 del sexo femenino. Su tasa de fecundidad es de 2.23 hijos por mujer y tiene 141 viviendas particulares habitadas.
| Gráfica de evolución demográfica de La Cruz de Olcuatitán entre 1980 y 2020 |
|                                                                             |
| INEGI.                                                                      |